# Мария Антонова
Мария Антонова е българска писателка.

## Биография и творчество
Мария Антонова е родена на 18 септември 1951 г. в гр. Дулово, област Силистра. Израства в родния си град. Завършва гимназия в гр. Силистра, където е гл.редактор на училищния вестник „Панорама“. Като ученичка пише в окръжния вестник „Силистренска трибуна“. По-късно завършва Богословският факултет на СУ"Св. Кл. Охридски" в София с магистърска степен. .
Член е на Българското общество за проучване на 18 век и на Съюза на независимите български писатели. От 1978 година живее в София.
От 2011 г. Читалище „Добри Чинтулов 1935“ – София провежда национален литературен конкурс „Рада Казалийска“ по нейната книга „Рада Казалийска – първата новобългарска учителка в Родопите и първата новобългарска поетеса“.
По повод 70 годишнината ѝ е наградена с почетен медал на СНБП за цялостната ѝ творческа дейност.

## Произведения
- Екатерина Каравелова. Спомени (2003), ISBN 954-9983-25-0
- Светлоозарени слова – сборник от статии, беседи и слова на Доростолския митрополит Иларион (2005),
- ISBN 954-8775-40-9
- Между деня и нощта. Фрагменти и миниатюри (2007).
- (Издадена с благословията на Блага Димитрова),
- ISBN 978-954-8775-74-8
- Рада Казалийска първата новобългарска учителка в Родопите и първата новобългарска поетеса (2008),
- ISBN 978-954-9358
- Съавтор на Сборника „120 години от рождението на Дора Габе“ (2010),
- ISBN 978-954-400-339-5
- Участва в Национална научна конференция „Жените в българската литература, култура и история“ с доклад на тема: „Рада Казалийска първата новобълска поетеса“ (2016), ISBN 978-954-07-4363-9
- Участва в Национална научна конференция „Жените в българската литература и култура“ с доклад „Една забравена българка – Екатерина Каравелова" (2019)
- Митрополит Иларион – нашият владика (2011) – за Иларион Доростолски,ISBN 978-954-462-144-5
- Блага Димитрова. Дневник за едно приятелство (2016), ISBN 978-954-474-717-6
- Гласове на сърцето (2024), ISBN 978-619-271-016-3
- Автобиография (2025), ISBN 978-619-7672-92-3